# Un matrimonio del dopoguerra
Un matrimonio del dopoguerra è un racconto lungo di Carlo Cassola scritto tra il 1954 e il 1957 apparso su Il Ponte nel 1956 e pubblicato da Einaudi nel 1957. Nel volume la prima parte è costituita da un Prologo che era uscito nell'aprile-maggio del 1955 su Il Ponte con il titolo Un'azione fallita e poi rientrato nel volume di Einaudi nel 1959.

## Trama
La vicenda si svolge a Volterra dopo la Liberazione. I partigiani vittoriosi hanno occupato la sede della milizia fascista e Pepo, durante una perquisizione in casa di fascisti, conosce Rina che metterà incinta e che dovrà sposare. Intanto nella città riprende il lavoro dell'alabastro, viene riorganizzata con Baba la sede del partito comunista e a tutti coloro che possiedono il brevetto di partigiani si offre la possibilità di arruolarsi nel Corpo Italiano di Liberazione.
Mentre la maggior parte dei compagni si adatta al lavoro precario di alabastrai e si accontenta di trascorrere le serate a ricordare il tempo dei partigiani, Testina si trasferisce a Cecina dove, in società con un ex squadrista, conduce traffici di mercato nero.
Pepo intanto si sposa e subito dopo parte come volontario nel CIL, mentre Alfonso, che dapprima era comunista, anche se con tendenze anarchiche, abbandona il CIL.
Pepo, reduce dalla linea Gotica, ritorna a casa, ma non trova lavoro e conduce una vita d'inferno in famiglia, odiato dal padre e senza l'amore della moglie. Trascorre così le giornate al caffè o in cellula considerando i compagni la sua vera famiglia, pieno di sconforto per essere legato ad una donna che non ama. Finalmente Pepo viene assunto alle Saline con altri compagni e Testina, che era ritornato a Volterra dopo essere fallito, viene arrestato insieme ad Alfonso e a un altro, un certo Lido, per aver rubato da un deposito militare dei bossoli e del filo di rame.
Il racconto termina con Pepo che si è riconciliato in parte con la vita perché, anche se i rapporti con la moglie non sono migliorati, comincia ad avere soddisfazioni dal figlio e dal lavoro.

## Edizioni
- Carlo Cassola, Un matrimonio del dopoguerra, Einaudi, 1957.